# Odense Live Prisen
Odense Live Prisen er en årlig prisuddeling, der uddeles af Odense Live Sponsorforening på på Musikhuset Posten.    Hvert år uddeles fire priser til den rytmiske musik fra Fyn. Hovedprisen er på 40.000 kroner, Talentprisen (som er et legat) på 30.000 kroner, Liveprisen på 10.000 kroner samt Æresprisen på 10.000 kroner. De tre førstnævnte uddeles til fynske musikere og bands, hvor æresprisen kan uddeles til enhver, der har arbejdet med musik på Fyn.         
Odense Live Prisen blev uddelt første gang 23. januar 2010, hvor The Kissaway Trail fik Hovedprisen, RebekkaMaria fik Talentprisen og Thomas Aarup, der er daglig leder af det lokale øve- og spillested Kansas City, fik tildelt Æresprisen.        
Juryen består af: Morten Østlund (daglig leder af Musikhuset Posten), Hans Mydtskov (saxofonist og underviser), Simon Staun (musikanmelder Fyens Stiftstidende/Jysk Fynske Medier), Jesper Borup (radiovært P1 samt P4 Fyn), Mads Stephensen (booker på Harder's i Svendborg), Ann Holzmann Høck (Live Music Odense), Henrik Baastrup Aagaard (vært på P6 Beat), Nana Maria Lacor (Kulturkonsulent på Kulturmaskinen i Odense og bestyrelsesmedlem på Harder’s i Svendborg) og formand Nicki Refstrup Bladt (booker på Posten og Dexter). 
Tidligere medlemmer tæller Peter Elsnab (journalist), Morten Hedegaard (musiker og formand for Odense Musikudvalg), Thomas de Mik (musikentreprenør og Kansas City), Lene Vive Kristoffersen (booker på Vega i København), Danni Travn (forfatter og freelancejournalist), Anders Mogensen (trommeslager og underviser), Anja Følleslev (musiker og daglig leder af Odense Studenterhus) og Amos Bendix (tidligere radiovært P4 Fyn).

## Vindere
| År   | Hovedprisen                                                                                              | Talentprisen                                                                                         | Æresprisen                                                                             | Liveprisen                                                                                               |
| ---- | --- | --- | -------------------------------------------------------------------------------------- | --- |
| 2010 | The Kissaway Trail (øvrige nominerede Uffe Steen og Mads la Cour)                                        | As in RebekkaMaria (øvrige nominerede Jullie Hjetland og Ave)                                        | Thomas Aarup, Kansas City                                                              | |
| 2011 | Søren Huss (øvrige nominerede Frederik Valentin og Jonas Munk)                                           | Ave (øvrige nominerede Them Socks og Wrong Side of Vegas)                                            | Poul William Falck                                                                     | |
| 2012 | Harald Haugaard (øvrige nominerede Fler Farver og Lars Vissing)                                          | The Eclectic Moniker (øvrige nominerede Black Horse og Den Fjerde Væg)                               | Henning Harder                                                                         | |
| 2013 | Tip Toe Big Band (øvrige nominerede Steffen Schackinger og Christian Juncker)                            | Sebastian Lind (øvrige nominerede Adi Zukanovic og The White Album)                                  | Rock Nalle                                                                             | |
| 2014 | MØ (øvrige nominerede The Eclectic Moniker og Andreas Lang)                                              | Folkeklubben (øvrige nominerede Kamilia Amélie og Son Of Caesar)                                     | Phono Festival                                                                         | |
| 2015 | The White Album (øvrige nominerede Phønix og Habadekuk)                                                  | De Dødelige (øvrige nominerede Slaughter Beach og The Folk Factory)                                  | Lasse & Mathilde                                                                       | |
| 2016 | Saybia (øvrige nominerede Jullie Hjetland og Reptile Youth)                                              | Annominus (øvrige nominerede Moses: Andreas og Onkel Ond Band)                                       | Poul Jørgensen, tidligere ejer af Sophus Ferdinand og jazzarrangør                     | |
| 2017 | Adi Zukanovic (øvrige nominerede Folkeklubben og Christian Juncker)                                      | Franske Piger (øvrige nominerede Bound By Law og De Forbandede)                                      | Foderstoffen, lokalt spillested i Rudme                                                | |
| 2018 | Causa Sui (øvrige nominerede Kathrine Windfeld og The White Album)                                       | Tårn (øvrige nominerede Grusom og Fribytterdrømme)                                                   | Christian Skjølstrup                                                                   | |
| 2019 | Claus Hempler (Der var ingen andre nominerede kun en vinder udpeget af juryen)                           | The Love Coffin (Der var ingen andre nominerede kun en vinder udpeget af juryen)                     | Johnny Reimar                                                                          | Mawic. De nominerede: Mawic, Caper Clowns, The Love Coffin, Chris Grey & The BlueSpand                   |
| 2020 | Signe Svendsen (Der var ingen andre nominerede kun en vinder udpeget af juryen)                          | Patina (Der var ingen andre nominerede kun en vinder udpeget af juryen)                              | Hans Thomsen og Hans Quistgaard, koncertarrangører i JVB, JVB Live, Live Culture m.fl. | Caper Clowns. De nominerede: Pet The Camel, Hjalmer Larsen, Caper Clowns, The Spy In The Mes, The Oceans |
| 2021 | Ikke afholdt pga. covid-19                                                                               | Ikke afholdt pga. covid-19                                                                           | Ikke afholdt pga. covid-19                                                             | Ikke afholdt pga. covid-19                                                                               |
| 2022 | Andreas Odbjerg (Der var ingen andre nominerede kun en vinder udpeget af juryen)                         | Kalaset (Der var ingen andre nominerede kun en vinder udpeget af juryen)                             | Patina (jury og publikum havde stemt)                                                  | Lydmor - Jenny Rossander                                                                                 |
| 2023 | Kathrine Windfeld, pianist og komponist (Der var ingen andre nominerede kun en vinder udpeget af juryen) | Fräulein (Der var ingen andre nominerede kun en vinder udpeget af juryen)                            | Stefan Mørk, arrangør af Nashville Nights International Songwriters Festival           | Palle Hjorth, pianist og orgelkonge (jury og publikum havde stemt)                                       |
| 2024 | Folkeklubben (Der var ingen andre nominerede kun en vinder udpeget af juryen)                            | Knægt alias Malte Nordtorp Pedersen (Der var ingen andre nominerede kun en vinder udpeget af juryen) | Niels Skousen                                                                          | Prisma, Sirid og Frida Møl Kristensen                                                                    |